# 1998 BG8
1998 BG8 är en asteroid i huvudbältet som upptäcktes den 25 januari 1998 av den japanska astronomen Takao Kobayashi vid Ōizumi-observatoriet.
Asteroiden har en diameter på ungefär 5 kilometer.